# Fausto de Amicis
Fausto de Amicis (né le 26 juin 1968 à Melbourne) est un ancien footballeur australien. Il jouait au poste de défenseur.
Il a été membre de l'équipe australienne qui a marqué un record de 31 buts contre les Samoa américaines en éliminatoires de la Coupe du monde 2002. Il a également remporté deux fois avec les Melbourne Knights et deux fois avec le South Melbourne FC le titre de champion d'Australie.
Il a aussi été récompensé en 1998 par la médaille Joe Marston.

## Palmarès
- Champion d'Australie en 1995 et 1996 avec les Melbourne Knights puis en 1998 et 1999 avec le South Melbourne FC
- Lauréat de la médaille Joe Marston en 1998